# BayernLB
BayernLB o Bayerische Landesbank (Banco del Estado de Baviera) es un banco de regulación pública con base en Múnich, Alemania y uno de los ocho Landesbanken. Es propiedad del Estado Libre de Baviera vía la BayernLB Holding AG (75%) y del Sparkassenverband Bayern (25%), la organización estatal de las cajas públicas de ahorro (Sparkassen) de Baviera. Con un balance de €256.000 millones y 8.532 empleados es la segunda institución financiera de carácter público más grande de Alemania.

## Principales actividades de negocio
Como banco comercial, BayernLB ofrece a clientes privados y comerciales una variedad universal de servicios en negocios privados, industriales, de inversión y extranjeros. Esto incluye préstamos, mercado de acciones y gestión de activos, así como emisión de bono a medio y largo plazo y securización. El banco se refinancia a través de una variedad de instrumentos de debentures y obligaciones.
Como banco municipal y estatal, BayernLB es responsable del crédito y la asesoría financiera integral del estado de Baviera y sus municipios y distritos.
A través de sus subsidiarias, el banco está envuelto en una variedad de más amplia de áreas de negocio. El Bayerische Landesbodenkreditanstalt es un órgano de la política estatal de vivienda, mientras el LBS Bayern es una sociedad de préstamo inmobiliario pública. A través de su subsidiaria (enteramente de su propiedad) Deutsche Kreditbank, con base en Berlín, BayernLB también está envuelta en banca minorista.

## Historia

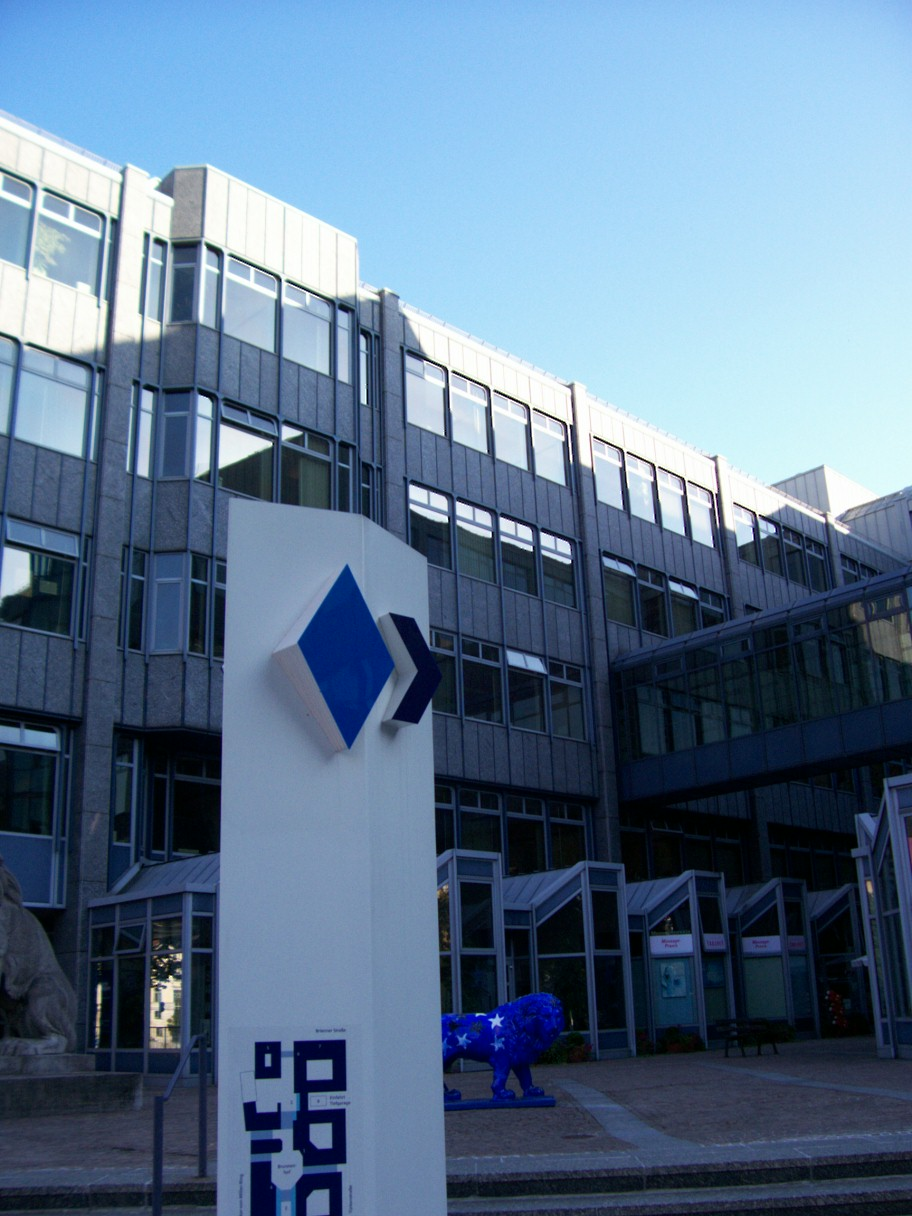
Sede central en Múnich de Bayerische Landesbank.

A través de su predecesor, el Bayerische Gemeindebank (fundado en 1914), y su mucho más antigua subsidiaria, el Bayerische Landesbodenkreditanstalt (fundado en 1884), BayernLB puede proclamar que tiene más de 100 años de historia. En su forma actual, el banco fue fundado por ley el 27 de junio de 1972, a través de la fusión de las dos instituciones. Su primer presidente fue el veterano político del Partido Popular bávaro, la CSU, Karl Theodor Jacob. Muchos directores y miembros de la junta posteriores frecuentemente vendrían de la política. El banco se expandió internacionalmente en la década de 1990, ganando puntos de apoyo en el Este de Asia, Este de Europa y Estados Unidos. A través del a adquisición en 2007 del 50,01% del Hypo Group Alpe Adria por una suma de €1.625 millones, BayernLB se expandió su presencia geográfica a Austria y los Balcanes.

## Participación en la crisis hipotecaria
A principios de 2008 se reveló que el BayernLB había obtenido grandes pérdidas debido a inversiones en acciones ligadas hipotecas subprime en Estados Unidos. Aunque el alcance de estas inversiones ha sido motivo de especulación, el banco ha revelado en el informe financiero del segundo trimestre de 2008 que más de €24.000 millones han sido invertidos en acciones críticas, con pérdidas de €2.300 millones en 2007 y más de €2.000 millones en el primer trimestre de 2008.
La fuerte crítica pública tuvo su efecto en marzo de 2008, cuando dimitió el director ejecutivo (CEO) de la entidad Werner Schmidt. La crisis también afectó al partido del gobierno CSU y a su presidente, Erwin Huber, que era como ministro de finanzas de Baviera presidente en funciones del consejo de administración del banco y fue acusado de cubrir la extensión de las pérdidas. El banco y sus pérdidas fueron un factor importante en las elecciones parlamentarias de 2008, en donde la CSU obtuvo sus peores resultados desde 1962 y Huber dimitió.